# Ludivine Dedonder
Ludivine Dedonder (ur. 17 marca 1977 w Tournai) – belgijska i walońska polityk oraz samorządowiec, działaczka Partii Socjalistycznej, deputowana, w latach 2020–2025 minister obrony.

## Życiorys
Absolwentka inżynierii zarządzania na Uniwersytecie w Liège. Pracowała początkowo jako prezenterka radiowa i dziennikarka sportowa w RTBF oraz w regionalnej telewizji Notélé. Dołączyła do francuskojęzycznej Partii Socjalistycznej. W 2002 została członkinią gabinetu regionalnego ministra Michela Daerdena. W 2006 zasiadła w radzie miejskiej Tournai, od tegoż roku do 2019 wchodziła w skład zarządu miasta. W 2019 uzyskała mandat posłanki do Izby Reprezentantów (reelekcja w 2024).
W październiku 2020 w nowym rządzie federalnym, na czele którego stanął Alexander De Croo, objęła stanowisko ministra obrony. Zajmowała je do lutego 2025.